# جورج هاوورث
جورج هاوورث (بالإنجليزية: George Haworth)‏ (17 أكتوبر 1864 في المملكة المتحدة - 5 يناير 1943 ببرادفورد في المملكة المتحدة) هو لاعب كرة قدم بريطاني (وحمل سابقاً جنسية المملكة المتحدة لبريطانيا العظمى وأيرلندا) في مركز الدفاع. شارك مع منتخب إنجلترا لكرة القدم. أما مع النوادي، فقد لعب مع بلاكبيرن روفرز وأكرينغتون.

## وصلات خارجية
- جورج هاوورث على موقع قاعدة بيانات كرة القدم.إي يو (الإنجليزية)
- جورج هاوورث على موقع ناشيونال فوتبول تيمز (الإنجليزية)